# Anton Kling

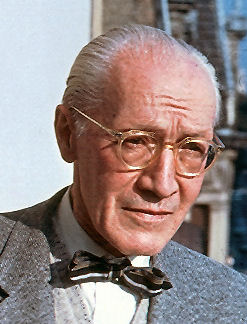
Anton Kling

Anton Kling (* 26. November 1881 in Wien; † 21. September 1963 in Karlsruhe) war ein österreichischer Maler.
Kling studierte 1898–1903 an der Wiener Kunstgewerbeschule und führte Arbeiten für die Wiener Werkstätte (Postkarten) sowie als „dekorativer Mitarbeiter“ beim Cabaret Fledermaus aus. Er war ein Schüler von Gustav Klimt und hatte eine Ausstellung im Museum für angewandte Kunst Wien 1983.
Im Jahr 1908 wurde Kling als Professor an die Hamburger Kunstgewerbeschule berufen, von 1923 bis 1927 war er Direktor der Pforzheimer Kunstgewerbeschule. Im Jahr 1927 zog er nach Karlsruhe; ab 1930 bis 1944 Lehrbeauftragter am Staatstechnikum in Karlsruhe. Er war mit Ida Marie Kling verheiratet. Nach seinem Tod im Jahre 1963, hat sein Sohn, Rechtsanwalt Anton Kling, die Sammlung in ähnlich anspruchsvoller Weise fortgeführt und erweitert.
Schwerpunkte der Karlsruher Buchkunstsammlung von Anton Kling sind der Jugendstil Wiener Prägung sowie die frühen Publikationen des Insel-Verlages. Darüber hinaus gibt es eine große Vielfalt an illustrierten Büchern, meist in Vorzugsausgaben und mit Originalgraphik.
Der Sammler Anton Kling arbeitete selbst als Illustrator und Buchgestalter – von 1918 bis 1923 war er künstlerischer Leiter der „Hamburger Presse“ – und besaß daher die hohen Qualitätsmaßstäbe, die ihn beim Aufbau seiner schönen Büchersammlung leiteten.
Werke: Buchgestaltungen, Exlibris, Entwürfe für Glasfenster und Keramik.